# Castel d'Azzano
Castel d'Azzano és un comune (municipi) de la província de Verona, a la regió italiana del Vèneto, situat a uns 110 quilòmetres a l'oest de Venècia i a uns 6 quilòmetres al sud-oest de Verona.
A 1 de gener de 2020 la seva població era de 11.958 habitants.
Castel d'Azzano limita amb els següents municipis: Buttapietra, Verona, Vigasio i Villafranca di Verona.